# Rubens Nazareno Neves
Rubens Nazareno Neves (Lages, 17 de julho de 1926 – 10 de agosto de 1999) foi um advogado e político brasileiro.
Filho de Herculano Xavier Neves e de Ibrantina Antunes Neves. Trineto de Joaquim Xavier Neves, pelo lado paterno.
Bacharel em direito pela Universidade Federal do Paraná (1951).
Foi deputado à Assembleia Legislativa de Santa Catarina na 3ª legislatura (1955 — 1959) e na 4ª legislatura (1959 — 1963), eleito pelo Partido Democrata Cristão (PDC).
Foi professor de Direito Internacional Público na Universidade Federal de Santa Catarina, de 1972 a 1977.